# 牧村 (広島県)
牧村（まきむら）は、かつて広島県神石郡に属していた村である。

## 歴史
- 1889年（明治22年）4月1日 - 町村制施行により神石郡牧村が村制施行し、牧村が発足。
- 1940年（昭和15年）11月10日 - 神石郡草木村・田頭村・福永村・牧村が新設合併して新たに牧村が成立。
- 1954年（昭和29年）11月3日 - 神石郡高光村と合併して神石町を新設して消滅。

## 経済

### 農業
『大日本篤農家名鑑』によれば、牧村の篤農家は「平岡建衛、小林倉太郎」などがいた。

## 出身人物
- 森田福市（森田工業社長、広島商工会議所会頭、衆議院議員、貴族院多額納税者議員） - 1945年8月6日、広島市への原子爆弾投下により被爆死した。